# Ferta
Ferta (Fertha, irl. An Fhearta) – rzeka w Irlandii w hrabstwie Kerry. Jej źródła znajdują się w górach Macgillycuddy’s Reeks. Uchodzi do zatoki Valentia Harbour. W pobliżu ujścia nad rzeką położone jest miasto Cahersiveen.